# Ісетське (Каменський міський округ)
Ісе́тське (рос. Исетское) — село у складі Каменського міського округу Свердловської області.
Населення — 173 особи (2010, 206 у 2002).
Національний склад станом на 2002 рік: росіяни — 90 %.